# Quai de l'Ourcq
Le quai de l'Ourcq est un quai longeant le canal de l'Ourcq à Pantin,.

## Situation et accès

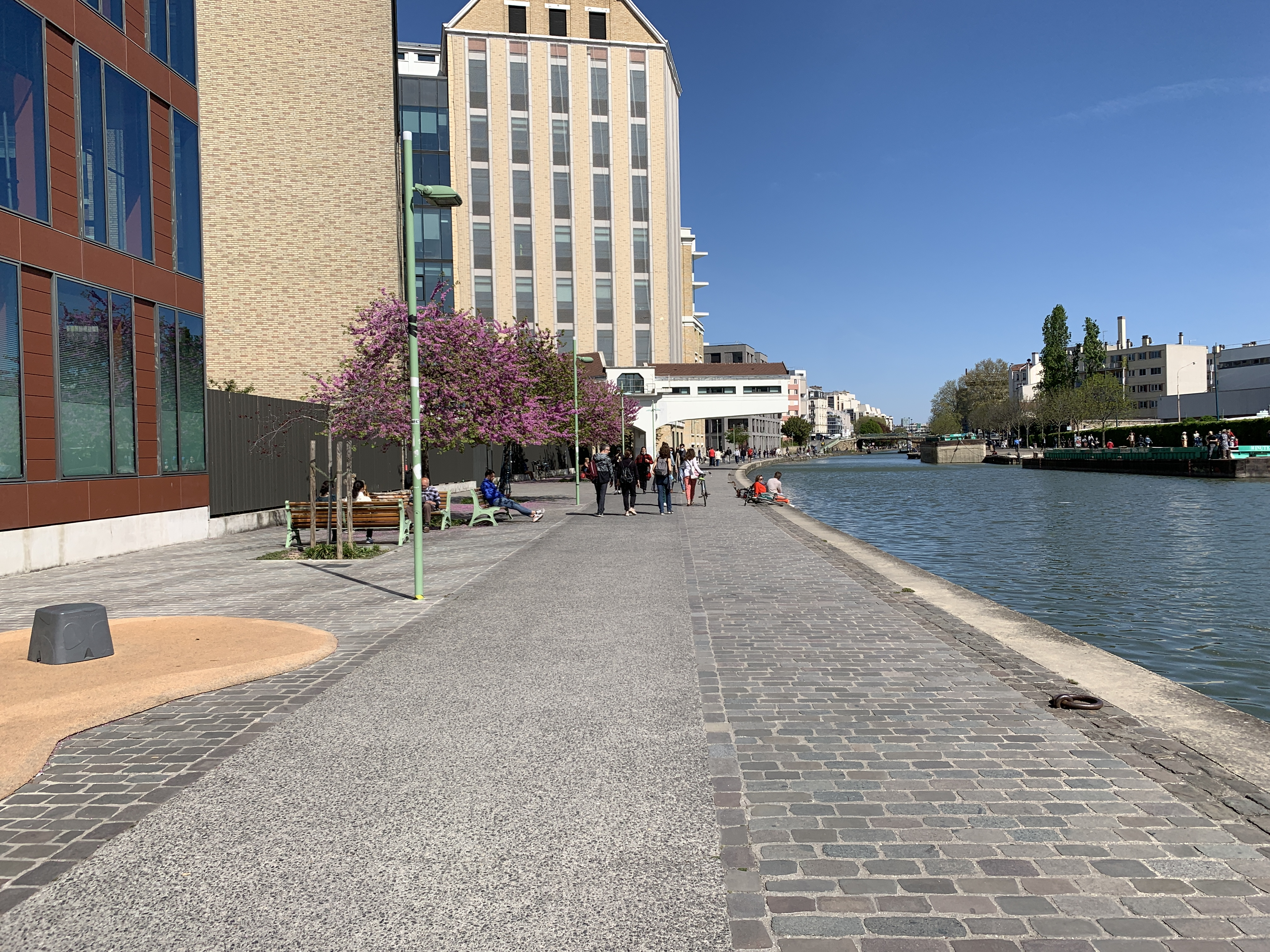
Le quai de l'Ourcq à Pantin, 2021.

Le quai de l'Ourcq est accessible par la gare de Pantin. La rive sud du canal et le quai de l'Aisne peuvent être atteints par la passerelle de l'Hôtel-de-Ville, dédiée aux cyclistes et aux piétons.
Il marque le point de départ de la rue La Guimard, nommée en hommage à Marie-Madeleine Guimard, qui a habité rue Charles-Auray.

## Origine du nom
Il tient son nom du canal éponyme et de la rivière l'Ourcq.

## Historique
La création du canal et du quai fait suite à la promulgation du décret du 29 floréal an X (19 mai 1802).
Dans les années 2010, le quartier a été complètement réaménagé, de nouveaux bâtiments modernes venant remplacer certaines friches industrielles.

## Bâtiments remarquables et lieux de mémoire
- Mairie de Pantin.
- Jardin public du quai de l'Ourcq, créé en 1981[5].